# Section Paloise
A Section Paloise, frequentemente referida simplesmente como Section ou Pau, é um clube profissional de rúgbi sediado na cidade de Pau, Bearne (França). Eles participam da Top 14, a principal divisão de rúgbi da França, e também competem na Taça Challenge de Râguebi.
Fundado em 1902 como Section Paloise de la Ligue Girondine antes de adotar seu nome atual em 1905. As partidas em casa são disputadas no Stade du Hameau, após 80 anos de jogos realizados no Stade de la Croix du Prince (1910-1990). O clube tem uma história impressionante, conquistando o Bouclier de Brennus três vezes em 1928, 1946 e 1964, além de garantir o título da European Challenge em 2000.
A Section Paloise também obteve vitórias no Challenge Yves du Manoir em 1939, 1952 e 1997. Além disso, conquistaram o título da Pro D2 em 2015.
Como uma presença formidável no rúgbi francês, o clube se tornou um símbolo querido da cultura e herança de Bearne. O hino oficial da Section Paloise é "Honhada", uma tradição que começou em março de 2012.
De maneira significativa, a Section conta com o patrocínio da renomada empresa de petróleo francesa, TotalEnergies. Essa parceria tem importância histórica para Pau, pois remonta às origens da Elf Aquitaine, proveniente do campo de gás Lacq. A Elf Aquitaine posteriormente se transformou na Total. Até hoje, a TotalEnergies mantém sua presença com escritórios em Pau, desempenhando um papel vital como um dos principais empregadores da cidade.
Vários internacionais franceses de rúgbi, incluindo Imanol Harinordoquy, Damien Traille, Lionel Beauxis e Antoine Hastoy, começaram as suas carreiras profissionais no clube da Section paloise. O clube também foi casa de lendas do rúgbi neozelandês, como Conrad Smith, Colin Slade e Sam Whitelock. Entre os jogadores portugueses ligados ao clube, o jovem segunda linha Boaventura Almeida integra o elenco de esperanças (Espoirs), juntamente com outros talentos lusófonos, como o médio de mêlée Samuel Marques, o extremo Vincent Pinto e Lionel Campergue, todos formados na academia da Section paloise.

## Identidade do Clube

### Cores
As cores da Section Paloise são verde e branco desde 1912. Anteriormente, os jogadores usavam camisetas azuis e pretas (uma herança do Stade palois), que logo foram abandonadas por essas novas cores. Jean Plaà (gerente na época) justificou essa escolha, pois o verde representa as esperanças do clube e o branco, a neve dos Pirenéus em Béarn. Desde então, tornou-se costume as equipes do clube usarem uma camiseta branca em casa e uma camiseta verde fora de casa.
Nos últimos anos, uma camiseta preta e verde tem sido regularmente usada para jogar fora.

### Logotipo
O brasão da Section Paloise representa a montanha Pic du Midi d'Ossau, cercada por verde e branco. Pic du Midi d'Ossau é um pico dos Pirenéus, localmente apelidado de Jean-Pierre, que simboliza a região para muitas pessoas de Béarn.
Uma segunda versão do brasão foi lançada em 1998 para a criação da estrutura profissional, exibida nas camisetas da primeira equipe no início da temporada 2001-2002. Essa versão mantém o famoso pico como emblema, mas evolui para uma cor verde garrafa mais escura. A versão mais recente do brasão é datada do início da temporada 2012-2013. A cor do brasão volta ao verde mais claro original e incorpora a nova denominação Section paloise Béarn Pyrénées. Com essa mudança de nome, o clube simboliza o desejo de seus dirigentes de ancorar ainda mais o clube como a força motriz por trás do rúgbi profissional em Béarn, mas mais geralmente nos Pirenéus.

### Hino e Canções
O hino oficial da Section Paloise é o "Honhada" desde março de 2012. A música, composta por Didier Fois (Arraya, festival Hestiv'Oc, Ostau Bearnés), teve uma recepção mista em seus primeiros dias e logo se tornou indispensável para os fãs, que a cantam no início de cada partida. A letra da música foi composta sobre a melodia da famosa balada escocesa "The water is wide", também interpretada por Renaud na balada irlandesa do Norte.
Canções tradicionais de Bearne da banda local Nadau, como a "Encantada" e "De cap tà l'immortèla", assim como o famoso hino de Béarn "Si Canti", também são amplamente populares entre os fiéis locais. "De cap tà l'immortèla" por muito tempo foi considerada o hino não oficial da Section Paloise, pois é muito popular junto ao público.

### Mascote
A mascote do clube é um urso chamado Bearnie (pronuncia-se "Bernie"). O urso foi escolhido porque é um dos símbolos dos Pirenéus, e seu nome é um jogo de palavras com Béarn, a região da qual Pau é a capital desde 1464.

## Títulos
- Top 14
 
  -  1928, 1946, 1964
- Desafio Yves-du-Manoir
  -  1939, 1952, 1997
- European Challenge Cup
  -  2000
- Rugby Pro D2
  -  2015